# Elex
ELEX — компьютерная ролевая игра в жанре Action/RPG, разработанная студией Piranha Bytes, издатель THQ Nordic. Игра вышла на платформах PlayStation 4, Microsoft Windows и Xbox One 17 октября 2017. Игровой мир представляет собой множество научно-футуристических и средневековых локаций, в которых игроки могут использовать холодное и огнестрельное оружие, а также магию против врагов.

## Сюжет
Действие происходит на планете земного типа под названием Магалан. Она разделена на четыре крупных региона, которые отличаются климатом и доминирующей фракцией. Магалан был успешно колонизирован за десятки лет до событий игры, показывая, как человечество может существовать в эпоху освоения космоса. 
В результате колонизации Магалана были построены крупные города, население достигло нескольких миллионов постоянных жителей. Однако, стабильное развитие было прервано падением метеорита, принёсшего огромные разрушения и таинственный элемент «elex», обладающий множеством свойств и применений.
Космическая катастрофа была предсказана местными учеными, это позволило очень небольшой части населения покинуть планету заранее. Остальные люди оказались обречены на тяжелое выживание. Несколько сотен человек нашли укрытие в системе подземных бункеров, сохранив большую часть технологий. Но большинство людей на Магалане смогли выжить только за счет бегства как можно дальше от места падения метеорита, они были вынуждены заново создавать общество и строить поселения.
Элекс («elex») из упавшего метеорита стал главным фактором второго освоения планеты. Вещество активно распространилось по Магалану, вызывая агрессивные мутации у животных и по-разному влияя на выживших людей. Быстрее всего Элекс был освоен Альбами, которые сохранили технологии космического уровня и начали активно использовать свои лаборатории для изучения нового вещества. Исследования и потребление Элекса в больших количествах позволили Альбам выйти за естественные пределы человеческих возможностей. Но у такого быстрого развития была своя цена - наркотическая зависимость от Элекса и стремление сделать что угодно, чтобы получить новые источники особого вещества. В результате, Альбы начали безжалостную войну со всеми остальными фракциями Магалана.
Главный герой (первый не-безымянный протагонист студии Piranha Bytes) — Джакс, бывший верховный командир фракции Альбов, в одночасье лишившийся всего в результате заговора. Из-за этого Джаксу приходится вести долгую тяжелую борьбу со своей бывшей фракцией и скрывать свою истинную личность.
Герой может сотрудничать и в конечном счёте вступить в одну из трёх фракций ниже:
- Берсерки переселились в леса и отказались от большинства современных технологий, вместо этого найдя способ очищать почву от Элекса с помощью особых растений, чтобы заключать энергию в камни маны и использовать их для манипуляций с помощью воли человека - так называемая магия.
- Изгои нашли свое место в песчаной пустыне и не имеют формального руководства, у них «выживает наиболее приспосабливающийся». Преступники для других фракций, Изгои в поисках снаряжения воруют у соседей и ведут раскопки древних городов, потребляют Элекс в виде специализированных препаратов-стимуляторов.
- Клирики отделились от Альбов и фанатично поклоняются богу по имени Калаан, действуют как религиозное полицейское государство. Для них употребление Элекса категорически запрещено, однако это вещество используется Клириками для создания сложных военных технологий - боевых роботов, энергетического оружия, силовых полей.

Также в игре представлены и другие, неигровые фракции: «Когти» (тайная организация воров), «Альбы» (некогда отколовшаяся от клириков группа суперсолдат, употребляющих элекс в пищу) и «Сепаратисты» (альбы, по разным причинам вышедшие из подчинения центральному командованию).

## Геймплей
Игра ведётся с видом от третьего лица. Можно использовать оружие ближнего боя (мечи, топоры, молоты) или дальнобойное вооружение (луки и арбалеты, дробовики, лазеры и плазмаметы), магия доступна после вступления в одну из фракций.
Очень важно исследовать доступные территории, независимо от основных сюжетных заданий. Значительная часть снаряжения и других ресурсов спрятаны разработчиками в труднодоступных локациях - подземных бункерах с несколькими этажами, на вершинах выскоих скал, в хранилищах лагерей бандитов. Зачастую, в таких местах можно найти особые предметы, которые значительно облегчают прохождение (уникальное усиленное оружие, зелья на постоянный прирост характеристик и подобное).
Территория игры огромна и наполнена живностью. Существуют 4 территории, каждая со своим климатическим ландшафтом: вулканический Игнадон, в котором обосновалась фракция Клирики, Ледяной Дворец Ксакор в горах на самом Севере — прибежище Альбов, главных антагонистов игры, на юге — пышные леса Эдана, подконтрольные Берсеркам. Восток карты — выжженная солнцем пустыня Тавар, территорию которой занимает фракция Изгоев. Хотя в игре и большое водное пространство, кораблей вводить в игру не планируется. Для перемещения доступен реактивный ранец, который позволит исследовать мир с воздуха, и телепорт.

## Разработка
ELEX была анонсирована на фестивале Gamescom 2015, где Piranha Bytes и Nordic Games подтвердили свое участие в проекте. Игра была показана на обложке немецкого журнала GameStar.

## Критика
| Сводный рейтинг       | Сводный рейтинг                        |
| Агрегатор             | Оценка                                 |
| --------------------- | -------------------------------------- |
| GameRankings          | - (PC) 62,73 % - (PS4) 58,93 %         |
| Metacritic            | (PS4) 58/100 (XONE) 62/100 (PC) 67/100 |
| Иноязычные издания    |                                        |
| Издание               | Оценка                                 |
| GameSpot              | 7,3/10                                 |
| IGN                   | 4,9/10                                 |
| Русскоязычные издания |                                        |
| Издание               | Оценка                                 |
| «Игры Mail.ru»        | 7/10                                   |

ELEX получил «смешанные, ближе к средним» отзывы критиков, согласно агрегатору рецензий Metacritic. Большинство критиков похвалили открытый мир и амбиции игры, но жаловались на разрозненную историю, не отвечающее на запросы управление и расстраивающую боевую механику.
IGN заявил, «если вы когда-либо были на свидании с кем-то, кто кажется очень интересным и приятным, но вдруг идут тирады о ящерицах или как Иллюминаты подделали высадку на Луну, у вас есть некоторое понимание моих отношений любви и ненависти к ELEX».
Летом 2018 года, благодаря уязвимости в защите Steam Web API, стало известно, что точное количество пользователей сервиса Steam, которые играли в игру хотя бы один раз, составляет 254 457 человек.